# Ferocactus uncinatus

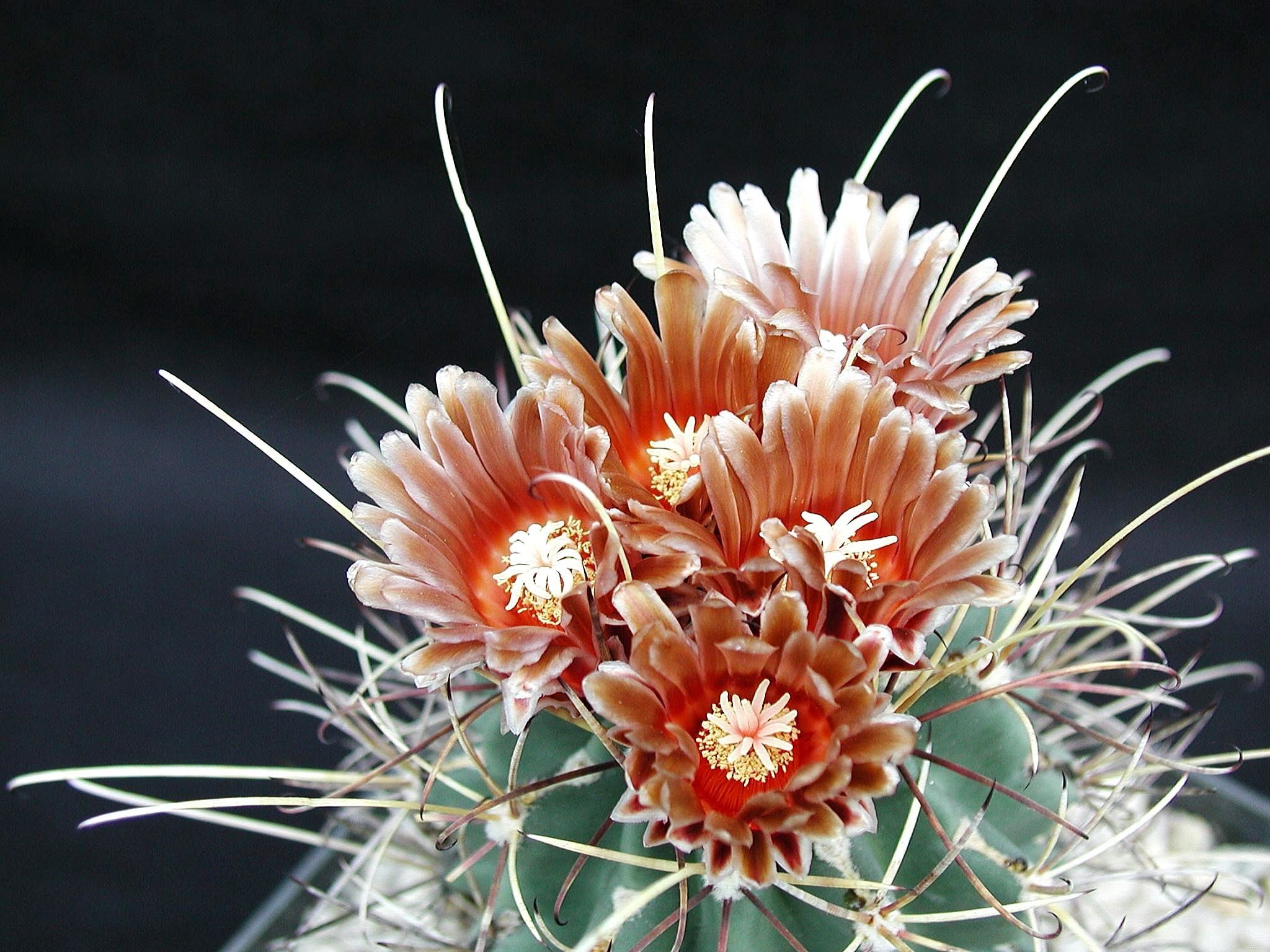
Blüten

Ferocactus uncinatus ist eine Pflanzenart in der Gattung Ferocactus aus der Familie der Kakteengewächse (Cactaceae). Das Artepitheton uncinatus stammt aus dem Lateinischen,   bedeutet ‚gehakt‘ und verweist auf die hakenförmigen Mitteldornen der Art. Englische Trivialnamen sind „Brown-Flowered Hedgehog“, „Catclaw Cactus“, „Turk’s-Head Cactus“ und „Texas Hedgehog“.

## Beschreibung
Ferocactus uncinatus wächst meist einzeln mit kugelförmigen bis zylindrischen, bläulich grünen Trieben, die bei Durchmessern von 10 bis 12 Zentimeter Wuchshöhen von 18 bis 27 Zentimetern erreichen. Es sind etwa 13 wellige Rippen vorhanden, die stark gehöckert sind. Zwischen den Höckern befinden sich scharfe Furchen. Die ein bis fünf hakenförmigen Mitteldornen sind aufwärts oder schief auswärts gerichtet. Sie sind gelb mit einer rötlichen Spitze und 8 bis 13 Zentimeter lang. Die sieben bis zehn Randdornen weisen eine Länge von 2,5 bis 5 Zentimeter auf. Die oberen von ihnen sind abgeflacht und hell gefärbt, die unteren hakenförmig und etwas purpurfarben.
Die trichterförmigen Blüten sind rötlich braun und erscheinen aus den Furchen der Areolen. Sie sind 2 bis 4 Zentimeter lang und weisen einen Durchmesser von 2,5 bis 3 Zentimeter auf.

## Verbreitung, Systematik und Gefährdung
Ferocactus uncinatus ist im Süden von Texas sowie in den mexikanischen Bundesstaaten Coahuila, Nuevo León und Tamaulipas verbreitet.
Die Erstbeschreibung als Echinocactus uncinatus erfolgte 1848 durch Ludwig Georg Karl Pfeiffer. Nathaniel Lord Britton und  Joseph Nelson Rose stellten die Art 1922 in die Gattung Ferocactus. Nomenklatorische Synonyme sind Hamatocactus uncinatus (Galeotti ex Pfeiff.) Orcutt, Echinomastus uncinatus (Galeotti ex Pfeiff.) F.M.Knuth, Glandulicactus uncinatus (Galeotti ex Pfeiff.) Backeb., Thelocactus uncinatus (Galeotti ex Pfeiff.) W.T.Marshall, Ancistrocactus uncinatus (Galeotti ex Pfeiff.) L.D.Benson, Pediocactus uncinatus (Galeotti ex Pfeiff.) Halda und Sclerocactus uncinatus (Galeotti ex Pfeiff.) N.P.Taylor.(1987).
In der Roten Liste gefährdeter Arten der IUCN wird die Art als „Least Concern (LC)“, d. h. als nicht gefährdet geführt.

## Nachweise